# 1998 SM165
(26308) 1998 SM165 eller 1998 SM165 är en twotino, en småplanet utanför Neptunus bana. Den upptäcktes 16 september 1998 av den amerikanska astronomen N. Danzl vid Stewardobservatoriet.
Småplanetens omloppsbana ligger i det yttre av vad som anses vara Kuiperbältet. Den har 1:2 banresonans med Neptunus, det vill säga den gör ett varv runt solen när Neptunus gör två. Detta gör att 1998 SM165 aldrig störs av Neptunus gravitation trots att dess perihelium ligger i höjd med Neptunus omloppsbana. 

## S/2001 (26308) 1
Michael E. Brown och Chad Trujillo upptäckte 22 december 2001 en måne med hjälp av rymdteleskopet Hubble. Den är 96 ± 12 kilometer i diameter och har sin omloppsbana på 11 310 kilometers avstånd från 1998 SM165. Omloppstiden är 130,1 ± 1 dygn.